# Professional Chess Association of the Philippines
Professional Chess Association of the Philippines (w skrócie PCAP) – liga szachowa organizowana na Filipinach od 2021 roku.

## Charakterystyka
Kluby podzielone są na dwie dywizje: północną i południową. Początkowo w ramach PCAP odbywały się trzy konferencje (turnieje): All-Filipino (przeznaczona wyłącznie dla filipińskich szachistów), Reinforced (nazywana także Wesley So Cup, z możliwością wystawienia obcokrajowca) i Open (z drużynami z zagranicy). Najlepsze drużyny z poszczególnych dywizji grają w drugiej rundzie systemem pucharowym, a zwycięzcy rozgrywają wielki finał. Każdy mecz odbywa się na siedmiu szachownicach, obowiązkowo z jednym seniorem powyżej 60 roku życia, jedną kobietą i trzema zawodnikami z miasta, które reprezentuje dany klub.

## Medaliści

### All-Filipino
| Sezon | 1. miejsce               | 2. miejsce               | 3. miejsce               | Źródło |
| ----- | ------------------------ | ------------------------ | ------------------------ | ------ |
| 2021  | Laguna Heroes            | Camarines Soaring Eagles | –                        | [ 4 ]  |
| 2022  | San Juan Predators       | Iloilo Kisela Knights    | Pasig City King Pirates  | [ 5 ]  |
| 2023  | Pasig City King Pirates  | Davao Chess Eagles       | Laguna Dasmariñas        | [ 6 ]  |
| 2024  | Manila Loadmanna Knights | Toledo-Xignex Trojans    | Camarines Soaring Eagles | [ 7 ]  |

### Reinforced
| Sezon | 1. miejsce               | 2. miejsce            | 3. miejsce                       | Źródło |
| ----- | ------------------------ | --------------------- | -------------------------------- | ------ |
| 2021  | Iloilo Kisela Knights    | San Juan Predators    | Cordova Dutchess Dagami Warriors | [ 8 ]  |
| 2022  | Pasig City King Pirates  | Iloilo Kisela Knights | Negros Kingsmen                  | [ 9 ]  |
| 2023  | Pasig City King Pirates  | Toledo-Xignex Trojans | San Juan Predators               | [ 10 ] |
| 2024  | Manila Loadmanna Knights | Toledo-Xignex Trojans | San Juan Predators               | [ 11 ] |

### Open
| Sezon | 1. miejsce              | 2. miejsce            | 3. miejsce                 | Źródło |
| ----- | ----------------------- | --------------------- | -------------------------- | ------ |
| 2021  | San Juan Predators      | Iloilo Kisela Knights | Caloocan Loadmanna Knights | [ 12 ] |
| 2022  | Pasig City King Pirates | Negros Kingsmen       | Davao Chess Eagles         | [ 13 ] |